# Louis-Charles de Machault d'Arnouville
Louis-Charles de Machault d'Arnouville (Parigi, 13 luglio 1667 – Parigi, 10 maggio 1750) è stato un politico e nobile francese.

## Biografia
Nato a Parigi nel 1667, Louis-Charles de Machault era figlio di Jean Baptiste de Machault, signore di Gressy, Arnouville e Bellenave (1636-1712) e di sua moglie, Madelaine Catherine de Villemontée (1638-1714).
Nominato membro del Gran Consiglio il 30 novembre 1690, con autorizzazione speciale per la sua giovane età, dal 1708 divenne intendente commerciale e poi luogotenente generale della polizia di Parigi dal 1º febbraio 1718, rimanendo in carica sino al 18 gennaio 1720. Consigliere di stato soprannumerario dal 16 gennaio 1720, fu consigliere di stato ordinario dal 7 settembre 1729. Dal 7 aprile 1721 al 24 marzo 1723 fu commissario incaricato della gestione della Compagnia francese delle Indie orientali. Fu anche presidente del consiglio di sua altezza reale la duchessa d'Orléans, moglie del reggente di Francia.

## Matrimonio e figli
Si sposò il 19 febbraio 1700 con Françoise Elisabeth Milon (1680-1720), figlia di Alexandre Milon (1653-1735), maestro delle richieste, capo del consiglio del principe de Conti, e di sua moglie Marie Madeleine Thérèse de Coycaut de Cherigny; Françoise Elisabeth Milon era anche la nipote di Louis Milon de Rigny, vescovo di Condom dal 1693 al 1734, e cugina di primo grado di Alexandre Milon de Mesme, vescovo di Valence dal 1725 al 1771. Da questa unione nacquero i seguenti figli:
- Madeleine Françoise (n. 1700)
- Jean-Baptiste (1701-1794), controllore generale delle finanze sotto Luigi XV

Louis Claude (n. 1703)
Louis Charles (n. 1706)